# Tuesday-Inseln
Die Tuesday-Inseln, englisch Tuesday Islets, sind eine australische Inselgruppe im Süden des Archipels der Torres-Strait-Inseln. Sie liegen rund drei Kilometer südöstlich von Wednesday Island.

## Etymologie
Der (westliche) Name der Inselgruppe stammt von Kapitän William Bligh, der die Meerenge Torres-Straße vom 2. Juni (Dienstag) bis 5. Juni 1789 (Freitag) in Richtung Westen (Kupang) durchfuhr. Einige der Inseln, die er dabei passierte, nannte er nach den Wochentagen seiner etwa viertägigen Durchfahrt: Zunächst die Tuesday Islets, dann Wednesday Island, Thursday Island und Friday Island. Sunday Island, die er bereits am vorangegangenen Sonntag, den 31. Mai 1789 passierte und das nicht mehr zu den Torres-Strait-Inseln gehört, liegt rund 200 Kilometer südöstlich der Tuesday-Inseln nahe der Ostküste der Kap-York-Halbinsel.

## Geographie
Die Inseln sind unbewohnt. Es handelt sich um:
| Inselname          | Traditioneller Name   | Fläche km² | Geokoordinaten        |
| ------------------ | --------------------- | ---------- | --------------------- |
| Number One Islet   | Kudalag (Kai-Gudulug) | 0,19       | 10° 33′ S, 142° 21′ O |
| Number Two Islet   | Meggi-Kudulug         | 0,10       | 10° 33′ S, 142° 21′ O |
| Number Three Islet |                       | 0,007      | 10° 33′ S, 142° 21′ O |
| Number Four Islet  | Danga Missin Islet    | 0,006      | 10° 33′ S, 142° 20′ O |

Die größere Insel Kudalag liegt rund 640 Meter südwestlich der kleineren Insel Meggi-Kudulug. Dazwischen liegt die viel kleinere Number Three Islet. Die ebenso kleine Number Four Islet (Danga Missin) liegt 1400 Meter weiter westlich.
Verwaltungsmäßig gehören die Tuesday-Inseln zu den Inner Islands, einer Inselregion im Verwaltungsbezirk Torres Shire von Queensland.